# ISO 3166-2:AQ
ISO 3166-2:AQはISOの3166-2規格のうち、AQで始まるものである。南極の行政区分コードを意味する。南極はISO 3166-1(ISO 3166-1 alpha-2)で、AQを国コードとして割り振られている。南極は国家統治領ではなく、ISO 3166-2:AQに対応する行政区分コードの割り当てはない。